# السيدة نسب
السيدة نسب أو الست نسب (1547-1633)، هي أميرة تنوخية، وأرملة الأمير قرقماز المعني، وشقيقة الأمير سيف الدين التنوخي ووالدة الأمير فخر الدين المعني الثاني. كان لها دور بارز في تحقيق الوحدة اللبنانية. لقَّبها رجالُ الدِّين بالست الكبيرة (السيدة الكبيرة) لما كانت عليه من ذكاء وحنكة سياسية.

## مواقفها

### فضلها في إنقاذ الإمارة
عندما هلك الأمير قرقماز بن فخر الدين على يد والي مصر إبراهيم باشا عام 1584، خافت السيدة نسب أن يلاقي ولداها فخر الدين ويونس نفس المصير، فقامت بإخفاءهما في قرية بلونة التابعة لقضاء كسروان، كوديعة لدى أحد كبار وجهاء الموارنة ،الشيخ أبو صقر إبراهيم الخازن.
في هذه الفترة عمل شقيق السيدة نسب سيف الدين التنوخي على إنهاء كل الصعوبات التي كانت تقف بوجه المعنيين، فأعاد فخر الدين وأخاه يونس إلى الشوف، لتعلن بعد ذلك الست نسب بكرها فخر الدين أميرا على البلاد .
تولى الأمير فخر الدين زمام الإمارة برعاية من والدته الست نسب التي كانت قد شحذت همته، فورث بذلك مع الإمارة مهمة الأخذ بثأر أبيه والعمل على رفع شأن الإمارة اللبنانية.

### مع الحافظ باشا
في عام 1613 غادر الأمير فخر الدين بلاده مُكرها بعد فشله في صد حملة الحافظ باشا، فلجأ إلى حلفاءه في تسكانيا، وبقيت البلاد تحت إدارة أخيه يونس وابنه علي بإرشاد والدته الست نسب. استمر الحافظ باشا في حملته التي خلفت مجزرة مريعة، رأى أنصار فخر الدين أنه بات لزاما إيجاد حل لإرضاء الحافظ باشا، فجمعت السيدة نسب مشايخ الشوف وأخبرتهم بأنها تريد أن تكف شر والي الشام الحافظ باشا عن ديارها، وألقت عليهم خطبتها الشهيرة:
| السيدة نسب | هذا أوان الحزمِ وليس عندنا أهم من العِرضِ والشَّرفِ أمامهما يرخص كل شيء حتى الروح، إنكم تعلمون غدر الأتراك وطمعهم بأموالنا و أعراضنا ولن يوقفهم بمن يناصرهم من أعدائنا الحاسدين أن إلا المال، وما المالُ إلا زينة الحياة الدنيا وقد أمرنا أن نبذل دنيانا لآخرتنا، وقد علمنا أن حافظ باشا والي الشام يطلب ثلاثمائة ألفٍ ذهبا، وإني أرى أن نسير معا إليه بمائة وخمسين ألفا نسترضيه بها فأبقى أنا رهينةً لديه وقد قاربت السبعين من العمر وتتعهدون له بالمبلغ المتبقي حتى العام القادم فإن قبِل بذلك نفعنا أهلنا وبلادنا وأرضينا الله وإلا فحكم الله، ولسنا في ذلك أفضل من إخوتنا الذين غدر بهم المصري في المحنة السابقة، لقد كسبوا الآخرة وهي خيرٌ من الذل والعار. | السيدة نسب |

ثم سارت السيدة نسب إلى الحافظ باشا، وكانت قد بلغت السَّبعين من العمر، وعرضت عليه ثلاثمائة ألف قرش، لقاء انسحابه من البلاد، ودفعت إليه مائة وخمسين ألفا، فرضي الباشا بهذا العرض، واسترهنها نفسها ومن معها من مشايخ الشوف على أن يتم سداد المبلغ المتبقي في العام الذي يليه.